# Civilization: The Card Game
Pour les articles homonymes, voir Civilization.
Civilization: The Card Game est un jeu de cartes conçu par Soren Johnson et édité en 2006 par 2K Games. Il est adapté du jeu vidéo Civilization IV,.